# Folkwang-Museumsverein
Der Folkwang-Museumsverein e. V. (FMV) ist ein am 1. Juni 1922 gegründeter, gemeinnütziger Zusammenschluss von kunstinteressierten Bürgern, Mäzenen und Unternehmen. Sein Hauptziel ist es laut Satzung, „gemeinsam mit der Stadt Essen das von  Karl Ernst Osthaus gegründete Folkwang-Museum zu verwalten, auszubauen und als öffentliche Sammlung den Zwecken der Forschung und Volksbildung dauernd nutzbar zu machen“. Der Verein hat seinen Sitz in Essen, wo sich seit dem Oktober 1922 auch das Folkwang-Museum befindet. Eine Besonderheit des Vereins gegenüber fast allen anderen Museumsvereinen ist es, dass er zusammen mit der Stadt Essen gleichberechtigter Miteigentümer der Sammlungen des Folkwang-Museums ist. Der Verein gibt für seine Mitglieder ein eigenes Periodikum heraus, die Folkwang-Mitteilungsblätter.

## Vorgeschichte der Gründung
Anlass der Gründung des Folkwang-Museumsvereins war es, eine testamentarische Verfügung von Karl Ernst Osthaus zu erfüllen und so die Sammlungen des 1902 von ihm in Hagen gegründeten Folkwang-Museums zusammenzuhalten. Der im März 1921 im Alter von 45 Jahren verstorbene Osthaus hatte zur Absicherung seiner Familie bestimmt, dass die Sammlung nicht unter zehn Prozent ihres Werts und nur im Ganzen veräußert werden dürfe. Dazu aber sah sich die Stadt Hagen in den wirtschaftlich schwierigen Zeiten nach dem Ersten Weltkrieg trotz großer Anstrengungen nicht in der Lage. Um den Zerfall von Osthaus’ Lebenswerk abzuwenden, bildete sich im Sommer 1921 in Essen ein Initiativkreis aus Kommunalpolitikern, Künstlern und Mäzenen, um aus privaten Mitteln, insbesondere durch Spenden von Großunternehmen, den von den Erben von Osthaus verlangten Kaufbetrag für den Erwerb der Bestände des Folkwang-Museums aufzubringen. Bald kam das Ziel hinzu, Essen als künftigen Sitz des Museums durchzusetzen. Zu den treibenden Kräften gehörten Landrat Friedrich Schöne (ab 1922 Gründungsvorsitzender des Museumsvereins), Oberbürgermeister Hans Luther und der Leiter des Essener Kunstmuseums Ernst Gosebruch.
Anfang September 1921 verfasste Gosebruch einen Aufruf an die örtliche und regionale Industrie und an private Mäzene, um den von der Familie Osthaus geforderten Betrag von zunächst zehn, dann angesichts der bereits voranschreitenden Inflation 15 Millionen Reichsmark aufzubringen. Schon in diesem Aufruf betonte Osthaus den modernen Charakter der Sammlung Folkwang, der beibehalten werden solle. Bereits Anfang Oktober zeichnete sich nach großen Spenden aus der Essener Bürgerschaft, insbesondere aus der Industrie, ab, dass der Betrag aufgebracht werden könnte, was schließlich im März 1922 erreicht wurde. Größter Einzelspender war das Rheinisch-Westfälische Kohlen-Syndikat (RWKS) mit einem Beitrag von sechs Millionen Mark. Zu den Erwartungen des Syndikats einschließlich der bereits damals an der Entscheidung beteiligten Arbeitnehmervertreter gehörte, „dass durch die Verpflanzung in die zentraler gelegene Stadt Essen und daneben auch durch ... Wanderausstellungen das Museum erst einem wirklich großen Kreise zugänglich gemacht werden würde“. Dieses Engagement des RWKS wäre nicht möglich gewesen ohne die Zustimmung des Industriellen Hugo Stinnes, dessen Konzern 1920 Teile des RWKS erworben hatte. Stinnes bekannte sich später auch zur Förderung des Folkwang-Museums, verzichtete aber auf eine Mitgliedschaft im Museumsverein; er wollte offenbar zwar genau informiert, aber nicht eingeladen werden. Damit verhielt er sich wie Gustav Krupp von Bohlen und Halbach, der zweite der drei damals größten Industriellen des Ruhrgebiets. Der dritte in dieser Gruppe, August Thyssen, wollte das Vorhaben hingegen tatsächlich nicht fördern, erkennbar deswegen, weil ihm der Schwerpunkt des Museums auf moderner und zeitgenössischer Kunst nicht zusagte. Nach dem Zweiten Weltkrieg wurde das Museum dann aber auch von Thyssen gefördert.

## Gründe für die Stellung des Folkwang Museumsvereins als Miteigentümer
Dass der Museumsverein Miteigentümer der Bestände des Museums Folkwang ist, ist eine große Ausnahme in der deutschen und internationalen Museumslandschaft. Zur Zeit der Gründung 1921/22 war eine solche Öffentlich-Private Partnerschaft noch ungewöhnlicher, es handelt sich sogar um eine der ersten Kooperationen dieser Art in Deutschland überhaupt. Grund für diese Lösung war, dass nur auf diese Weise die Interessen der drei Hauptbeteiligten – der öffentlichen Hand (insbesondere der Stadt Essen), der finanzierenden Unternehmen und der Osthaus-Erben – in Einklang gebracht werden konnten. Schon im Oktober 1921 war es das gemeinsame Ziel der Familie Osthaus und der Stadt Essen, dass ein privater Trägerverein die Verantwortung für ein zu gründendes Museum Folkwang in Essen mit übernehmen sollte. Der Familie Osthaus und Ernst Fuhrmann als Nachlassverwalter von Karl Osthaus ging es darum, über ein zu bildendes Kuratorium weiterhin Einfluss auf die Sammlung zu behalten, die ja zu einem Preis deutlich unter dem Marktwert verkauft werden sollte. Der Stadt Essen ging es darum, in der Notlage nach dem Ersten Weltkrieg möglichst geringe Steuermittel für das geplante Kulturprojekt aufwenden zu müssen. Oberbürgermeister Luther gelang es in diesem Zusammenhang zum Vorteil aller Beteiligten, in zähen Verhandlungen mit dem Reichsfinanzministerium einen weitgehenden Verzicht des Reiches bzw. Preußens auf Steuern und Abgaben auf den geplanten Verkauf durchzusetzen. Aus diesem steuerlichen Grund wurde der Kaufpreis von 15 Millionen Euro aus der erwähnten Spendensammlung auch nicht direkt an die Erben von Karl Osthaus ausbezahlt. Vielmehr wurde der Betrag zunächst dem preußischen Finanzministerium zur Verfügung gestellt, damit der Staat diese Mittel der Stadt Essen zweckgebunden für den Erwerb der Sammlung Folkwang überweisen konnte.
Im Vertrag mit der Stadt Essen wurde bestimmt, dass die Stadt für das Museumsgebäude mit seinen laufenden Kosten für Personal und Unterhalt aufzukommen habe. Jedoch hat der Museumsverein sich später an den Kosten der verschiedenen Bauvorhaben in erheblichem Umfang beteiligt. Außerdem wurde vereinbart, dass die Sammlung Osthaus mit den Beständen des Kunstmuseums der Stadt Essen vereinigt wird. – Mit den Erben von Karl Osthaus wiederum wurde vereinbart, dass zusammen mit der Sammlung auch die Rechte am Namen „Folkwang-Museum“ auf die Stadt Essen und den Folkwang-Museumsverein übergehen.
Die eigentliche Gründung des Museumsvereins, der aus dem genannten Initiativkreis hervorging, geschah dann am 1. Juni 1922.

## Ziele und Gremien

### Vereinszweck
Der Zweck und die Aufgaben des Folkwang-Museumsvereins werden in seiner Satzung folgendermaßen bestimmt: „1. Zweck des Vereins ist es, gemeinsam mit der Stadt Essen das von Dr. Karl Ernst Osthaus in Hagen gegründete Folkwang-Museum zu verwalten, auszubauen und als öffentliche Sammlung den Zwecken der Forschung und Volksbildung dauernd nutzbar zu machen. 2. Darüber hinaus stellt sich der Verein allgemein die Aufgabe, die bildenden Künste zu fördern. 3. Aufgabe des Vereins ist es ferner, den internationalen Rang und Charakter des Museums zu erhalten und zu fördern, indem er die Tätigkeit der wissenschaftlichen Mitarbeiter im Bereich der Lehre und Forschung sowie alle Bestrebungen des Museums für eine internationale Zusammenarbeit auf künstlerischem Gebiet unterstützt.“ Der in Punkt 1 bestimmte Vereinszweck gilt wörtlich seit 1922, die Aufgabe der Förderung der bildenden Kunst sinngemäß ebenfalls. Die bewusste Internationalität des Museums und seiner Tätigkeit wurde später in der Satzung verankert, faktisch hatte sie – unterbrochen nur in der Zeit des Nationalsozialismus – von Anfang an bestanden.

### Gremien
Die beiden Leitungsgremien des Vereins sind der von der Mitgliederversammlung gewählte Verwaltungsrat (aktuell 14 Mitglieder, laut Satzung mindestens sieben) und der Vorstand (aktuell sechs Mitglieder). Dieser wird auf Vorschlag des Verwaltungsrats von der Mitgliederversammlung gewählt. In der Anfangszeit hatte der Verwaltungsrat acht Mitglieder (laut Satzung mindestens fünf), während der Vorstand aus nur drei Personen bestand, die damals noch dem Verwaltungsrat angehören mussten.
Die Zusammenarbeit mit der Stadt Essen und den Erben von Karl Osthaus sowie die Aufsicht über den Museumsbetrieb erfolgen im Kuratorium des Museum Folkwang. Ihm gehören bis zu 20 Personen an, zehn Vertreter der Stadt, fünf des Museumsvereins und außerdem bis zu fünf Vertreter der Karl-Ernst-Osthaus-Stiftung sowie beratend der Leiter bzw. die Leiterin des Museums (seit 2018 ist das Peter Gorschlüter). Der Vorsitz des Kuratoriums wechselt jährlich zwischen dem Oberbürgermeister der Stadt Essen und dem Vorsitzenden des Museumsvereins.

## Mitglieder und Vorsitzende

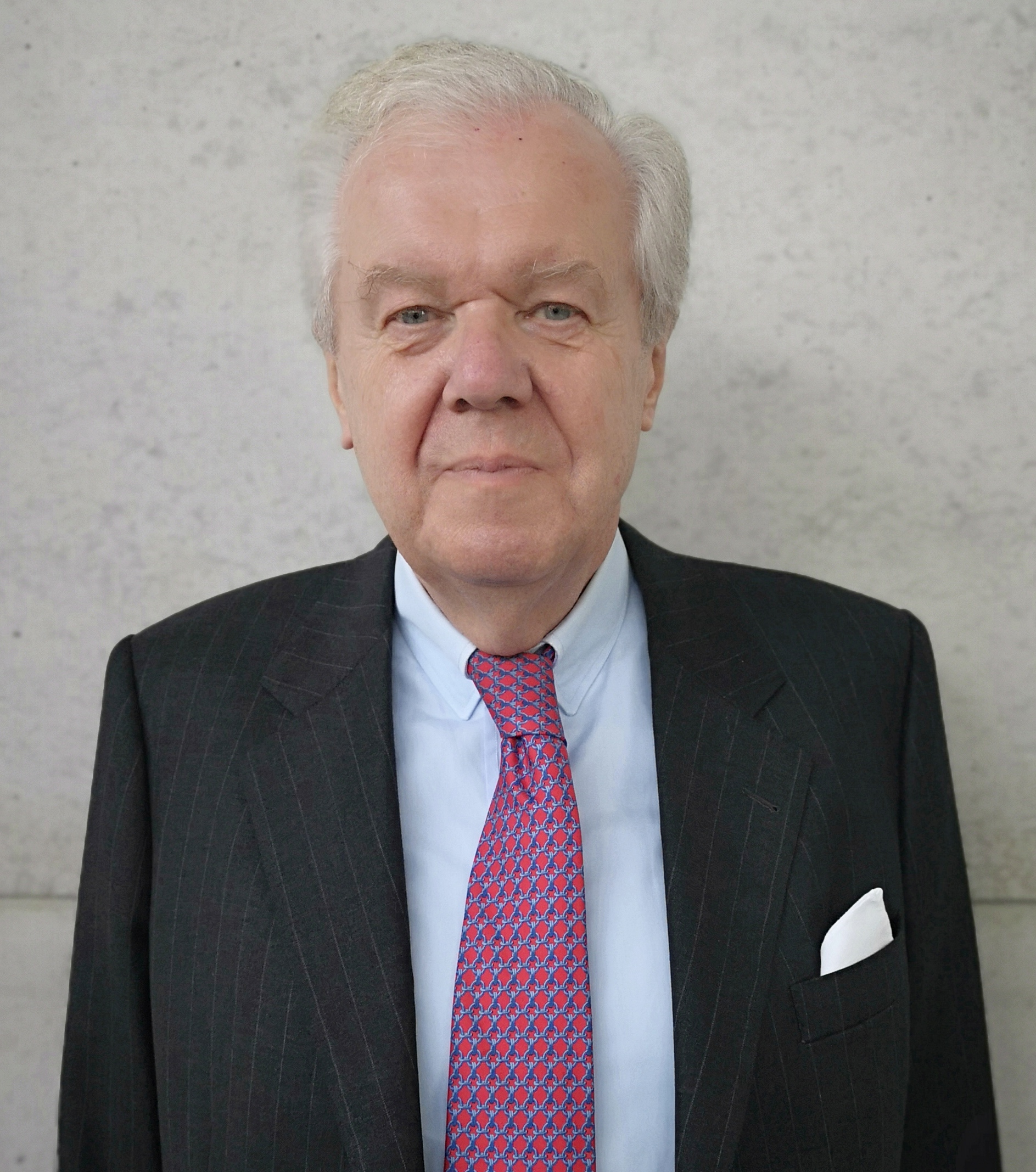
Achim Middelschulte (2018)

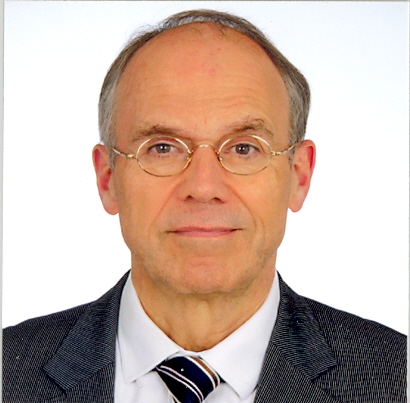
Ulrich Blank (2017)

Der Folkwang-Museumsverein hat rund 400 Mitglieder, darunter auch juristische Personen (überwiegend Unternehmen). Seine Vorsitzenden (seit 1960 „Erste Vorsitzende“) seit der Gründung waren:
- 1922 bis 1924: Friedrich Schöne
- 1925 bis 1926: Ernst Henke
- 1926 bis 1928: Oskar Ruperti
- 1928 bis 1937: Hermann Seippel
- 1938 bis 1959: Adalbert Colsman
- 1959 bis 1969: Ernst Henke
- 1969 bis 1985: Berthold von Bohlen und Halbach
- 1985 bis 2000: Dietrich Oppenberg
- 2000 bis 2005: Gerhard Cromme
- 2005 bis 2010: Henner Puppel
- 2010 bis 2015: Achim Middelschulte
- seit 2015: Ulrich Blank

## Aus der Geschichte des Museumsvereins

### 1922 bis 1929: Von der Gründung bis zur Eröffnung des ersten Museumsneubaus
- 29. Oktober 1922: Das Folkwang-Museum in Essen wird eröffnet. Die aus Hagen überführte Sammlung wird zunächst im Hans-Goldschmidt-Haus, dem ehemaligen Essener Kunstmuseum in der Bismarck-Straße untergebracht und gezeigt. Damit folgte die Stadt Essen einem Vorschlag von Ernst Gosebruch und des Museumsvereins. Die räumliche Enge wurde in Kauf genommen, weil die Möglichkeit bestand, eine benachbarte Villa mit ihrem Grundstück zu erwerben und darauf einen Museumsneubau zu errichten.[12] Es ist bis heute Standort des Folkwang-Museums.
- 10. Januar 1923: Im Zuge der Ruhrbesetzung marschieren französische Truppen auch in Essen ein. Dadurch zerschlagen sich die Hoffnungen und Pläne des Museumsvereins, das Folkwang-Museum in ganz kurzer Zeit zum führenden Museum für moderne und zeitgenössische Kunst im weiten Umkreis auszubauen. Weil er sich der Besatzung widersetzt hatte, wird Landrat Schöne, der Gründungsvorsitzende des Museumsvereins, verhaftet und wegen Beleidigung zu fünf Jahren Haft verteilt. Nach einigen Monaten wird er vorzeitig entlassen, muss aber das Ruhrgebiet verlassen. Darum gibt er 1924 den Vereinsvorsitz auf, bleibt aber bis zu seinem Lebensende Ehrenmitglied. Auch mehrere führende Unternehmer im Revier werden für kurze Zeit festgenommen oder müssen wegen drohender Verhaftung die Region verlassen, darunter Mitgründer des FMV.[13]
- 13. November 1924: Der Essener Kunstverein gründet sich neu als Kunstverein Folkwang. Er richtet sich an alle Nutzer und Besucher des Folkwang Museums und soll auch dessen Bildungsarbeit übernehmen. Die Mitglieder bekommen freien Eintritt zum Museum Folkwang. Der Folkwang-Museumsverein hingegen bleibt mit hohen Beiträgen und Mitgliedschaft nur mit Zustimmung des Verwaltungsrates der Zusammenschluss der großen Sponsoren und Förderer des Museums.[14]
- ab 1925: Nach dem Ende von Ruhrbesetzung und Inflation im September bzw. Dezember 1923 und Überwindung der Wirtschaftskrise 1924 beginnt eine erste Blütezeit des Museums Folkwang in Essen, die bis zum Beginn der Weltwirtschaftskrise Ende 1929 andauert. Auf Betreiben und mit Förderung des Museumsvereins wird die zunächst eher kleine Sammlung Folkwang bedeutend erweitert und ein neues Museum gebaut.[15]
- Frühjahr 1926: Um mit der Errichtung eines angemessenen Museumsgebäudes voranzukommen, nimmt der Museumsverein ein Darlehen von fast 1,2 Millionen Reichsmark auf. Der Kredit wurde von der Stadt Essen vermittelt, die auch Zins und Tilgung bezahlte und faktisch die Rechte und Pflichten eines Bauherrn übernahm. Damit wurde dem Vertrag von 1922 entsprochen, laut dem die Stadt Essen und nicht der Museumsverein für die angemessene Unterbringung der Sammlung zuständig ist. Es erwies sich nun als politisch vorteilhaft, dass die Stadt durch die besondere Partnerschaft mit dem Museumsverein offiziell nicht als Bauherrin des Museums in Erscheinung treten musste. Tatsächlich gelang es dem Museumsverein über seine Pflichten aus dem Vertrag von 1922 hinaus bald beträchtliche Spenden aus der Industrie für das Bauvorhaben zu akquirieren.[16]
- 5. Mai 1929: Das neu errichtete Museum Folkwang wird eröffnet.[17] Es verzeichnet im Jahre 1929 52.100 Besucher, 1925 waren es erst 12.500 gewesen und 1927 21.000.[18]

### 1929 bis 1933: Wirtschaftskrise, NS-Machtergreifung und Gleichschaltung des Vereins
- 1929 bis 1932: Die Weltwirtschaftskrise reduziert drastisch die Möglichkeiten der Stadt Essen, Mittel für den Erwerb von Kunst zur Verfügung zu stellen. Auch das Spendenaufkommen des Museumsvereins geht zurück. Den Verein und insbesondere seine jüdischen Mitglieder beunruhigt zudem der Aufstieg des Nationalsozialismus, der den meisten Richtungen der modernen Kunst ablehnend gegenüberstand.
- 1931: Auf Initiative des Bankiers Georg Hirschland, Gründungsmitglied des FMV, erstellt Museumsdirektor Gosebruch eine Aufstellung aller Neuerwerbungen des Museumsvereins seit 1922. In der Dokumentation wird betont, dass diese Erwerbungen Eigentum des Museumsvereins seien und dem Museum lediglich als Dauerleihgaben für Ausstellungen zur Verfügung gestellt worden seien.[19] Die Dokumentation war offenbar vor allem als Leistungsnachweis des FMV gedacht. Womöglich erkannte Hirschland aber bereits die dem Museum drohenden Gefahren durch eine nationalsozialistische Regierung.[20]
- 5. April 1933: Theodor Reismann-Grone (NSDAP) wird Oberbürgermeister von Essen. Er hatte schon seit 1928 dem NS-nahen „Kampfbund für deutsche Kultur“ angehört und bereits 1932 in Berlin angekündigt, er wolle das Museum Folkwang „ausräuchern“, denn es sei ein „Schandfleck Essens“, einerseits wegen seiner „entarteten Leiter“ (gemeint waren Ernst Gosebruch und Ausstellungskustos Kurt Wilhelm-Kästner) und andererseits wegen der dort gezeigten „entarteten Kunst“.[21] Am 4. Juni hetzte er als amtierender OB in der örtlichen National-Zeitung folgendermaßen: „Dieser Museumsverein, in dessen Vorstand immer noch die Juden Heßberg, Hirschland und Heinemann u. a. m. sitzen, denkt gar nicht daran, sich der Auffassung des neuen Deutschlands anzuschließen und klipp und klar reinen Tisch zu machen: nämlich die nachweislichen Kulturbolschewisten ihres Einflusses zu berauben...“[22]
- 26. November 1933: OB Reismann-Grone erzwingt eine Änderung des Vertrags vom 29. Mai 1922 zwischen der Stadt Essen und dem Folkwang-Museumsverein, konkret: Eine drastische Änderung der Stimmenverteilung im Kuratorium zu Lasten des Vereins. Dieser sollte nur noch fünf Sitze haben, die Stadt Essen dagegen zehn. Der Osthaus-Erben verblieb ein Sitz mit fünf Stimmen im Kuratorium. Der Museumsdirektor bekam einen Sitz mit beratender Stimme, der Preußische Staat (in Nachfolge des Reichskunstwarts) einen Sitz mit Stimmrecht. Der Verein ließ sich auf diese Änderung ein, auch in der Hoffnung, dafür Gosebruch als Museumsdirektor halten zu können.[23] Jedoch konnte Reismann-Grone mit dem neuen Stimmverhältnis eine Absetzung des Direktors erzwingen, der dieser im September 1933 mit seiner Bitte um Beurlaubung zuvorkam.[24]

### 1934 bis 1945: Der Museumsverein unter NS-Dominanz
- Anfang 1934: Gegen zähen Widerstand des Museumsvereins setzt OB Reismann-Grone Klaus Graf von Baudissin als neuen Museumsdirektor durch. Graf von Baudissin, seit 1929 Mitglied der NSDAP, hatte seit 1925 in der Staatsgalerie Stuttgart Karriere gemacht und war damals noch aufgeschlossen gegenüber der modernen Kunst. Wunschkandidat des FMV war Eberhard Schenk zu Schweinsberg. Die Mitglieder des Vereins reagieren auf die erzwungenen Veränderungen mit einer massiven Reduzierung ihrer Zuwendungen. Ihre Beiträge sanken von 11.000 RM im Jahre 1934 auf nur noch 1.500 RM zwei Jahre später. Dagegen verdoppelte die Stadt Essen nun ihren Ankaufsetat auf 20.000 RM.[25]
- 1935/36: Nach Inkrafttreten der Nürnberger Gesetze erzwingt Museumsdirektor Graf von Baudissin den Ausschluss der jüdischen Mitglieder aus dem Museumsverein. Dies erweist sich als nicht einfach, weil überwiegend Firmen, also juristische Personen, Mitglieder waren und auf diese die Regelungen der Nürnberger Gesetze kaum anwendbar waren. Bis März 1936 ziehen sich die jüdischen Mitglieder dennoch aus dem FMV zurück. Jedoch behielt der Museumsverein sein Konto bei der Bank Simon Hirschland.[26]
- Sommer 1937: In zwei Wellen, am 6.–11. Juli und am 24./25. August verlor das Museum Folkwang unter aktiver Mitwirkung des ihm aufgezwungenen Direktors Graf von Baudissin einen großen Teil seiner Bestände an moderner und zeitgenössischer Kunst, nahezu 150 Gemälde, dazu Aquarelle und Druckgraphiken, insgesamt rund 1.400 Werke. Beide Enteignungen verstießen gegen die Eigentumsrechte des Museumsvereins und gegen fortbestehende Rechte der Osthaus-Erben. Ein Teil der im Juli enteigneten Objekte wurde schon wenige Tage später in der Münchner Ausstellung „Entartete Kunst“ vorgeführt. Die größere, zweite Enteignungsaktion verstieß zudem so massiv gegen die damals noch geltenden Rechtsnormen, dass sich die Mitarbeiter des Museums schriftlich zu strengstem Stillschweigen verpflichten mussten. Zu den im Sommer 1937 verlorenen Werken gehörte Franz Marcs „Die drei roten Pferde“, das das Museum – wie die weitaus meisten damals verlorenen Werke – nach 1945 nicht mehr zurückerhielt.[27]
- In der Folge wurde das Museum Folkwang zunehmend zu einer Galerie des 19. Jahrhunderts.[28] Zahlreiche „arisierte“ Kunstwerke wurden dort gezeigt, nicht zuletzt aus den Beständen von Georg Hirschland, der erst 1938 in die USA emigrierte,[29] sowie Kunstwerke, die in von Deutschland besetzten Ländern requiriert oder zu unangemessen niedrigen Preisen gekauft worden waren, insbesondere in Frankreich[30].
- 11. März 1945: Beim letzten Luftangriff des Krieges auf die Stadt Essen wird das 1929 eröffnete Museumsgebäude weitgehend zerstört. Ein Großteil der Bestände war 1942 ausgelagert worden, ein Teil jedoch wurde bei dem Luftangriff oder späteren Plünderungen zerstört.[31] Einen Monat später, am 11. April 1945, wird Essen von amerikanischen Truppen erobert.

### 1945 bis 1960: Vom Kriegsende bis zur Eröffnung des zweiten Museumsneubaus
- Mai 1946: Mit einem Treffen der verbliebenen Verwaltungsräte des Folkwang Museumsvereins im Haus von Adalbert Colsmann in Langenberg nimmt der FMV seine Tätigkeit wieder auf. Die sechs Anwesenden bestätigen Colsmann als Vorsitzenden und formulieren vier Ziele: 1. Der verbliebene Teil der Sammlung sollte schnellstmöglich wieder ausgestellt werden. 2. Das ursprüngliche Stimmenverhältnis im Kuratorium sollte wiederhergestellt werden. 3. Der Verbleib der 1937 beschlagnahmten Werke sollte geklärt werden. 4. Es sollten Ausstellungsräume möglichst nahe bzw. in der Stadt Essen gesucht werden.[32]
- 24. Mai 1946: Die britische Militärverwaltung stellt gegenüber Museumsdirektoren aus dem Rheinland klar, dass sämtliche „Kriegserwerbungen“ zurückgegeben werden müssen - auch diejenigen, die womöglich ohne Zwang zu Marktpreisen und/oder mit dem ausgesprochenen oder stillschweigenden Einverständnis der vormaligen Eigentümer erworben worden waren. Im Falle des Museums Folkwang betraf dies insbesondere Gemälde aus dem Besitz von Georg Hirschland.[33] Mit Familie Hirschland gelingt dem Museumsverein indes bald darauf ein Vergleich und die gute Zusammenarbeit seit 1922 konnte langfristig fortgesetzt werden.[34]
- 1. Juni 1946: In Schloss Hugenpoet werden die dorthin ausgelagerten Bestände des Museums Folkwang der Öffentlichkeit wieder zugänglich gemacht. - Nach Freigabe seiner Konten durch die britische Zonenverwaltung beschließt der FMV bereits Ende 1946 die Anschaffung der ersten beiden Kunstwerke, Plastiken des Bildhauers Hermann Blumenthal.[35]
- Januar 1947: Essens OB Gustav Heinemann, der spätere Bundespräsident, empfängt zwei FMV-Verwaltungsratsmitglieder. Heinemann verweist auf die Leistungen der Stadt Essen für das Museum Folkwang seit dem Jahre 1922 und sichert weitere gute Zusammenarbeit zu. Er ist aber nicht dazu bereit, zum Stimmenverhältnis im Kuratorium, wie es vor November 1933 bestanden hatte, zurückzukehren.[36] Tatsächlich stellte die Stadt Essen dem Museum Folkwang bereits in den Jahren 1946 bis 1948 für seine laufenden Kosten jeweils 8.000 Reichsmark zur Verfügung, 1949 10.000 DM und in den beiden folgenden Jahren je 15.000 DM. Dazu kamen schon ab 1949 Beiträge für den Ankauf von Kunstwerken.[37]
- 1950: Der Museumsverein kann wieder Mitgliedsbeiträge und Spenden aus der Industrie verbuchen.[38] Auf dem alten Museumsgelände in der Bismarckstraße wird ein erster Bauabschnitt fertiggestellt, so dass dort wieder Ausstellungen gezeigt werden konnten.[39] In den folgenden Jahren wird intensiv darüber verhandelt, ob das Museum Folkwang an diesem alten Standort wieder entstehen soll oder aber Teil eines großen Museumsprojekts auf der Villa Hügel werden solle.
- Oktober 1954: Ernst Henke erfährt von Essens OB Hans Toussaint (CDU), dass sich die Stadt für einen Weiterbau des Museums am alten Standort entschieden habe. Damit solle es nun zügig vorangehen, die zu diesem Zeitpunkt wieder finanzstarke Stadt wolle dafür mehrere Millionen Mark bereitstellen.[40] Baubeginn war schließlich 1957. Eine wesentliche Rolle spielte dabei Hermann Josef Abs, der in seiner Eigenschaft als Mitglied und dann Vorsitzender des Aufsichtsrats von RWE das Vorhaben über den Museumsverein tatkräftig förderte.[41] RWE ist Mitglied des FMV, persönlich tritt Abs im Juni 1960 bei, kurz nach der Eröffnung des zweiten Museumsneubaus.[42]
- 1959 Bundespräsident Theodor Heuss spendet dem Folkwang-Museumsverein 25.000 DM, „wegen der großen Verluste, die der Museumsverein durch den Nationalsozialismus erlitten hat“.[43]
- Am 27. Mai 1960 wird der Neubau eröffnet. Ernst Henke gelingt es als neuem Vorsitzendem des FMV, die Zahl der Mitglieder auf 78 zu steigern, davon 64 Unternehmen und 14 persönliche Mitglieder. Die jährlichen Beitragseinnahmen steigen auf 73.000 DM dazu kommen Spenden von mehreren Hunderttausend Mark.[44]

### Die weitere Entwicklung des Museumsvereins bis zur Eröffnung des Erweiterungsbaus 1983
- In den 1960er und 1970er Jahren gelingt eine bedeutende Erweiterung der Bestände des Folkwang Museums. An der Finanzierung der Ankäufe haben der FMV und von ihm akquirierte dritte Sponsoren einen bedeutenden Anteil, zumal sich die Finanzlage der Stadt Essen mit Beginn der Bergbaukrise im Jahre 1958 wieder verschlechtert und sie ab Mitte der 1960er Jahre kaum mehr Mittel für Kunstankäufe hat.[45]
- Ab Anfang/Mitte der 1960er Jahre internationalisiert sich die Arbeit des FMV immer stärker. Werke aus der Sammlung Folkwang werden an herausragende Museen in aller Welt verliehen. Der FMV kooperiert auch immer enger mit Museen im damaligen Ostblock.
- 27. Januar 1969: Ernst Henke zieht sich aus Altersgründen vom Amt des FMV-Vorsitzenden zurück. Sein Nachfolger wird Berthold von Bohlen und Halbach. Seit 1970 führt der Verein festliche Jahresempfänge durch, was noch Ernst Henke eingeführt hatte.[46]
- Aufgrund der vielen Ankäufe reichen die Ausstellungsflächen des Museumsbaus von 1960 nicht mehr aus, etwa 40 Prozent der Neuerwerbungen können nicht mehr gezeigt werden. Mitte der 1970er Jahre konkretisieren sich die Pläne für einen Erweiterungsbau. Finanziert vom FMV findet dazu 1976 ein Architektenwettbewerb statt.[47]
- Am 28. Oktober 1983 wird der Erweiterungsbau in der Bismarckstraße eingeweiht.[48]
- In den 1980er Jahren ändern viele Unternehmen ihr Engagement als Mäzene, indem sie eigene Kunstsammlungen aufbauen. Diese Form des „Kultur-Sponsoring“ soll genauer abgestimmt sein auf das Erscheinungsbild des jeweiligen Unternehmens und dessen Image stärker fördern als Zuwendungen an ein von Dritten betriebenes Museum. Für den FMV ist diese Entwicklung problematisch. Er reagiert darauf, indem er verstärkt Sonderausstellungen durchführt, bei denen das jeweils sponsernde Unternehmen deutlicher in Erscheinung tritt. Mehrere Ausstellungen dieser Art seit den 1970er werden zu großen Erfolgen.[49]

### Die Entwicklung des Museumsvereins seit den 1990er Jahren
- In den Jahren 1996 bis 1999 wird der Bau von 1960 saniert. Über seine vertragliche Verpflichtung hinaus wird die Baumaßnahme vom Museumsverein in erheblichem Umfang mitfinanziert.[50]
- Wenige Jahre später wird klar, dass aus Gründen des Brandschutzes auch der 1983 eröffnete Neubau saniert oder ersetzt werden muss.[51] Bald muss der FMV feststellen, dass für eine Sanierung kaum Sponsorengelder aufzubringen waren. Da auch die Stadt Essen zu diesem Zeitpunkt keine Mittel für ein großes Bauprojekt kultureller Art zur Verfügung stellen konnte, wurde zeitweilig sogar ein Abriss des Neubaus und eine Reduzierung des Museums auf den sanierten Altbau erwogen.[52] Schließlich gelingt es dem Museumsverein im Jahre 2006, unter maßgeblicher Mitwirkung von Berthold Beitz die Alfred Krupp von Bohlen zu Halbach-Stiftung für eine Großspende von 55 Millionen Euro für einen Neubau zu gewinnen.[53]
- Beim Architektenwettbewerb für den Neubau setzt sich David Chipperfield durch. Das Büro des Londoner Architekten baut zeitgleich in Berlin das Neue Museum auf der Dominsel wieder auf. Bald besteht Einigkeit, dass der Neubau bis zum Jahr 2010 fertiggestellt sein muss, in dem das Ruhrgebiet Kulturhauptstadt Europas ist. Für die bauliche Anpassung des denkmalgeschützten Altbaus an den Neubau von Chipperfield und für Planungsmaßnahmen spendet der Folkwang-Museumsverein der Stadt Essen zwischen 2005 und 2010 insgesamt 3,2 Millionen Euro.
- Im Jahr 2008 gründen die Erben von Karl Osthaus auf Anregung des Folkwang-Museumsverein die Karl Ernst Osthaus-Stiftung, um ihre Stimmen im Kuratorium zu bündeln. Nachfolgend vereinbaren die Stadt Essen, der Museumsverein und die Erben Osthaus in Abänderung des Vertrages von 1922, dass die Stimmen der Erben im Kuratorium des Museum auf die neu gegründete Stiftung übergehen. Der seit 1946 bestehende Dissens zwischen dem FMV und der Stadt Essen über die Stimmrechtsänderung von 1933, der aber die enge Kooperation nicht beeinträchtigt hat, wird damit auch formal beigelegt.
- Anfang 2010 wird der Museumsneubau eröffnet. Das Museum Folkwang erzielt in diesem Jahr mit über einer Million Gästen einen Besucherrekord.[54]
- Im November 2016 wird bekannt, dass das Ehepaar Walter und Liselotte Griese dem Folkwang-Museumsverein auf dem Nachlasswege ihre umfangreiche Kunstsammlung und ein Vermögen in Millionenhöhe vermacht haben. Die beiden Mäzene waren selbst Mitglied im FMV. „Für uns ist dieser Nachlass einzigartig“, begrüßte der FMV-Vorsitzende Ulrich Blank die Zuwendung.[55]